# Frederiksberg (Humble Sogn)
 For alternative betydninger, se Frederiksberg (flertydig). (Se også artikler, som begynder med Frederiksberg)
Frederiksberg er dannet ved sammenlægning af flere bøndergårde i 1820 fra grevskabet Langeland. Gården ligger i Humble Sogn, Langeland Kommune. Hovedbygningen er opført i 1871 efter tegninger af arkitekten August Klein, som tegnede hovedbygninger til flere andre herregårde (bl.a. Fårevejle på Langeland og Klintholm på Møn).
Frederiksberg Gods er på 190,5 hektar.

## Ejere af Frederiksberg
- (1820-1837) Hans Beck
- (1837-1847) Inger Cathrine Goth gift Beck
- (1847-1884) Niels Beck (søn)
- (1884-1928) Hans Ingo Rudolf Beck (søn)
- (1928-1935) Hans C. W. Beck (søn)
- (1935-1962) Christian Sørensen
- (1962-1967) Enke Fru Anne Sørensen
- (1967-1999) Viggo Mengel (svigersøn) / Gutten Mengel
- (1999-2009) Viggo Mengel
- (2009-2010) Boet efter Viggo Mengel
- (2010-nu) Hans Benedict greve Ahlefeldt-Laurvig